# Jemma McKenzie-Brown
Jemma McKenzie-Brown, född 2 juni 1994, är en engelsk skådespelare.

## Filmografi
- 2006 - The Amazing Mrs Pritchard - Georgina Pritchard
- 2007 - M.I.High - Irene Ryfield
- 2008 - High School Musical 3: Senior Year - Tiara Gold
- 2008 - TMi - Kändis